# Zhang Chen
Zhang Chen (张晨S, Zhāng ChénP; Nanchino, 28 giugno 1985) è un pallavolista cinese.
Gioca nel ruolo di schiacciatore nello Jiangsu Zhengrong Nanzi Paiqiu Julebu.

## Carriera
La carriera di Zhang Chen inizia nel 1996, prendendo parte a tornei scolastici cinesi; nel 2001 entra a par parte del settore giovanile dello Jiangsu Nanzi Paiqiu Dui, esordendo in Chinese Volleyball League, una volta promosso in prima squadra, nella stagione 2002-03. Dal 2005 riceve le prime convocazioni nella nazionale cinese.
A livello di club non va oltre due finali scudetto, perse nelle stagioni 2005-06 e 2010-11; è con la nazionale che ottiene i risultati migliori: dopo i due argenti alla Coppa asiatica 2010 e al campionato asiatico e oceaniano 2011, arrivano l'oro alla Coppa asiatica 2012 e un bronzo al campionato asiatico e oceaniano 2015

## Vita privata
Proviene da una famiglia di pallavolisti, è infatti figlio dell'ex pallavolista Zhang Yousheng e fratello maggiore della pallavolista Zhang Changning.

## Palmarès

### Nazionale (competizioni minori)
- Coppa asiatica 2010
- Coppa asiatica 2012